# Alf Segersäll
Alf Segersäll (Virsb, Västmanland, 16 de marzo de 1956) es un ciclista sueco, que fue profesional entre 1980 y 1986. En su palmarés destaca una victoria de etapa al Giro de Italia. Compitió en la prueba individual de ruta en los Juegos Olímpicos de Verano de 1976.

## Palmarés
1975
- Scandinavian Race Uppsala

1977
- Campeonato de Suecia en Ruta amateur
- Flèche du Sud

1978
- Flèche du Sud

1979
- Girobio

1980
- Gran Premio de Montauroux
- 1 etapa del Giro de Cerdeña

1981
- Trofeo Matteotti
- 1 etapa del Tour de Romandía

1982
- Giro de la Pulla, más 2 etapas
- Ruota d'Oro, más 1 etapa
- 1 etapa de la Vuelta a Suecia

1983
- 1 etapa del Giro de Italia

### Resultados al Giro de Italia
- 1981. 58.º de la clasificación general
- 1982. 66.º de la clasificación general
- 1983. 78.º de la clasificación general. Vencedor de una etapa
- 1984. 74.º de la clasificación general
- 1985. Abandona (9ª etapa)